# マリオン・ネスル
マリオン・ネスル (Marion Nestle) は、ニューヨーク大学の教授で公衆栄養学の専門家である。マリオン・ネッスルとも表記される。国家の食生活指針が畜産や砂糖といった食品産業によるロビー活動が大きいため、健康を維持するための本来の指針としての意図が反映されていないことを暴いたことで有名である。アメリカでは食の専門家として頻繁にメディアに登場している。保健福祉省のSurgeon General's report on Nutrition and Health(1988)や、1995年の「アメリカ人のための食生活指針」（Dietary guidelines for Americans）といった政策に関わっている。1996年、2002年には、米国がん協会の食事指針の作成に関わっている。

## 著作
- マリオン・ネスル 『フード・ポリティクス-肥満社会と食品産業』 三宅真季子・鈴木眞理子訳、新曜社、2005年。ISBN 4-7885-0931-8。food politics, 2002
- マリオン・ネスル 「食品に関する抗議運動とアメリカの食事ガイダンス政策」『ケンブリッジ世界の食物史大百科事典〈4〉栄養と健康・現代の課題』 朝倉書店、2005年3月。ISBN 978-4254435344。331-350頁。The Cambridge world history of food, 2000
- マリオン・ネッスル『食の安全―政治が操るアメリカの食卓』久保田裕子訳、岩波書店、2009年、ISBN 4-254-43534-7。Safe food,